# SN 1999dm
SN 1999dm – supernowa odkryta 18 czerwca 1999 roku w galaktyce M+05-36-22. W momencie odkrycia miała maksymalną jasność 18,80m.